# The Maitland Mercury
The Maitland Mercury jsou třetí nejstarší regionální noviny v Austrálii (starší jsou jen Geelong Advertiser, zal. 1840, a Launceston Examiner, zal. 1842). Byly založeny 7. ledna 1843, kdy se nazývaly The Maitland Mercury and Hunter River General Advertiser. Noviny stále vycházejí ve městě Maitland a okolním Hunter Valley.

## Historie
Původně vycházel jako týdeník, od roku 1894 však začaly noviny vycházet také denně, přičemž přes týden se nazývaly The Maitland Daily Mercury a v sobotu The Maitland Weekly Mercury. V roce 1939 bylo týdeníkové sobotní vydání absorbováno denním vydáním a noviny změnily název na The Maitland Mercury. V letech 1960–73 vycházely pod názvem The Mercury a poté bylo jméno opět změněno na The Maitland Mercury